# 8e corps d'armée (Empire allemand)
Le 8e corps d'armée est une grande unité de l'armée prussienne qui existe de 1820 jusqu'à sa dissolution en 1919 et dont le commandement général se trouve à Coblence, capitale de la province de Rhénanie.

## Histoire

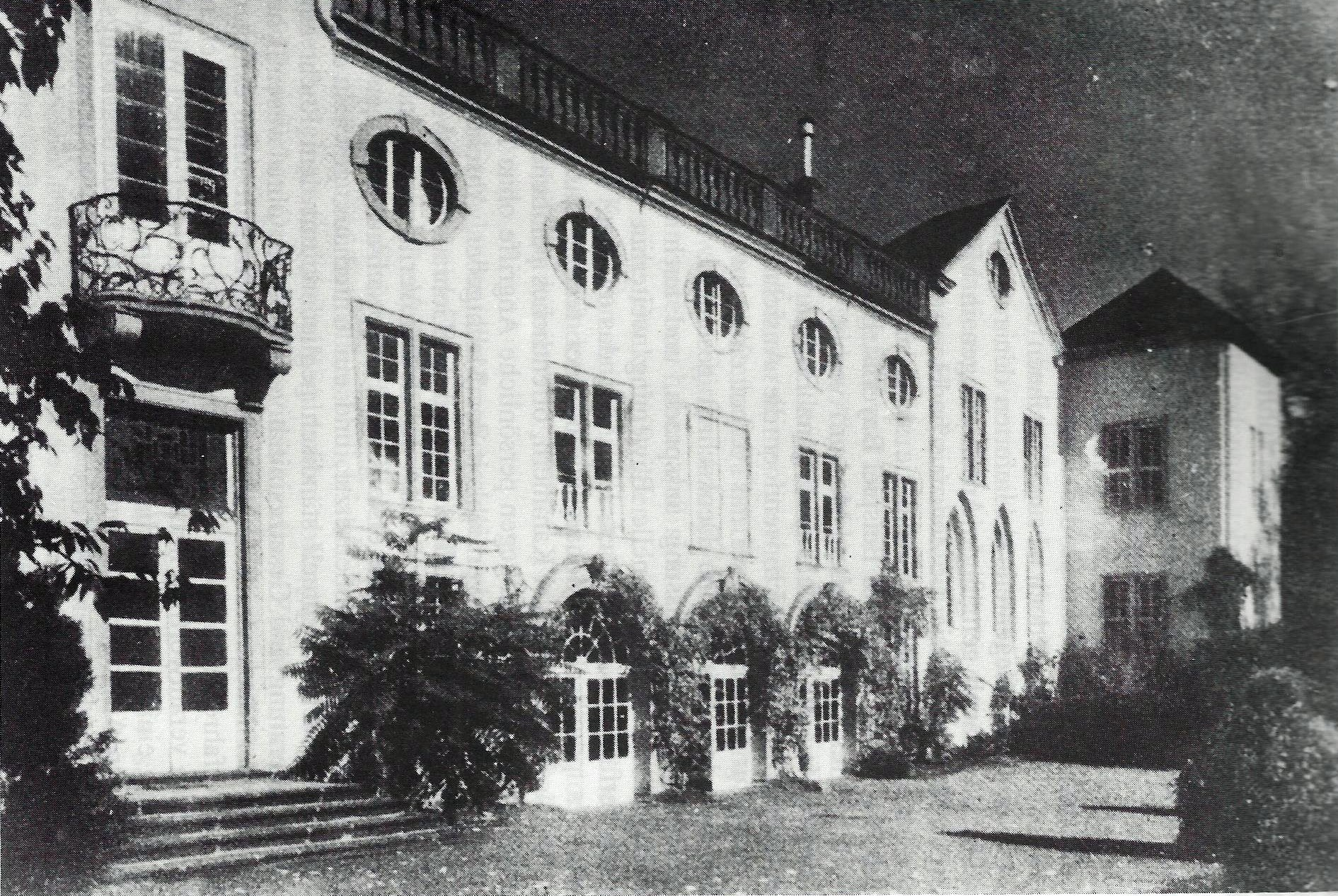
Commandement général à Coblence

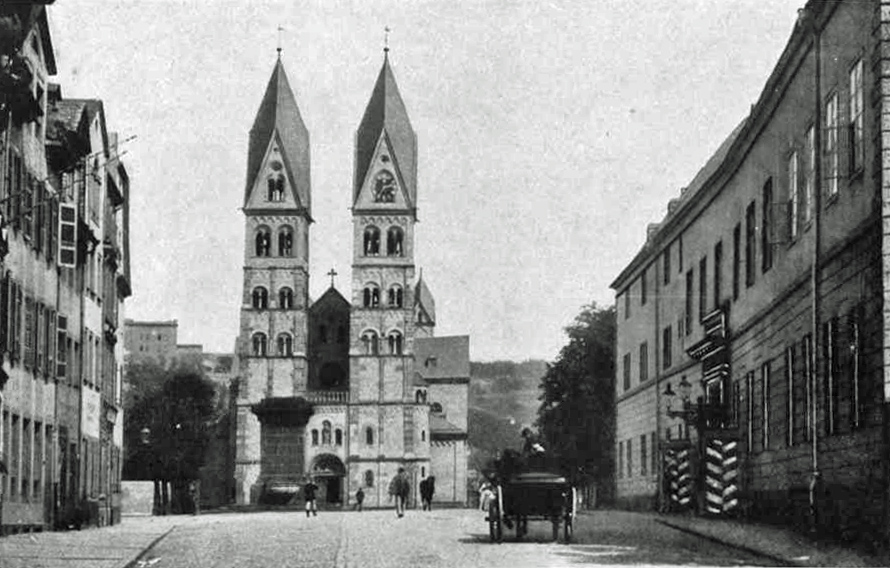
Vue de la Kastorstraße sur la basilique Saint-Castor en 1900, à droite le siège du commandement général du 8e corps d'armée.

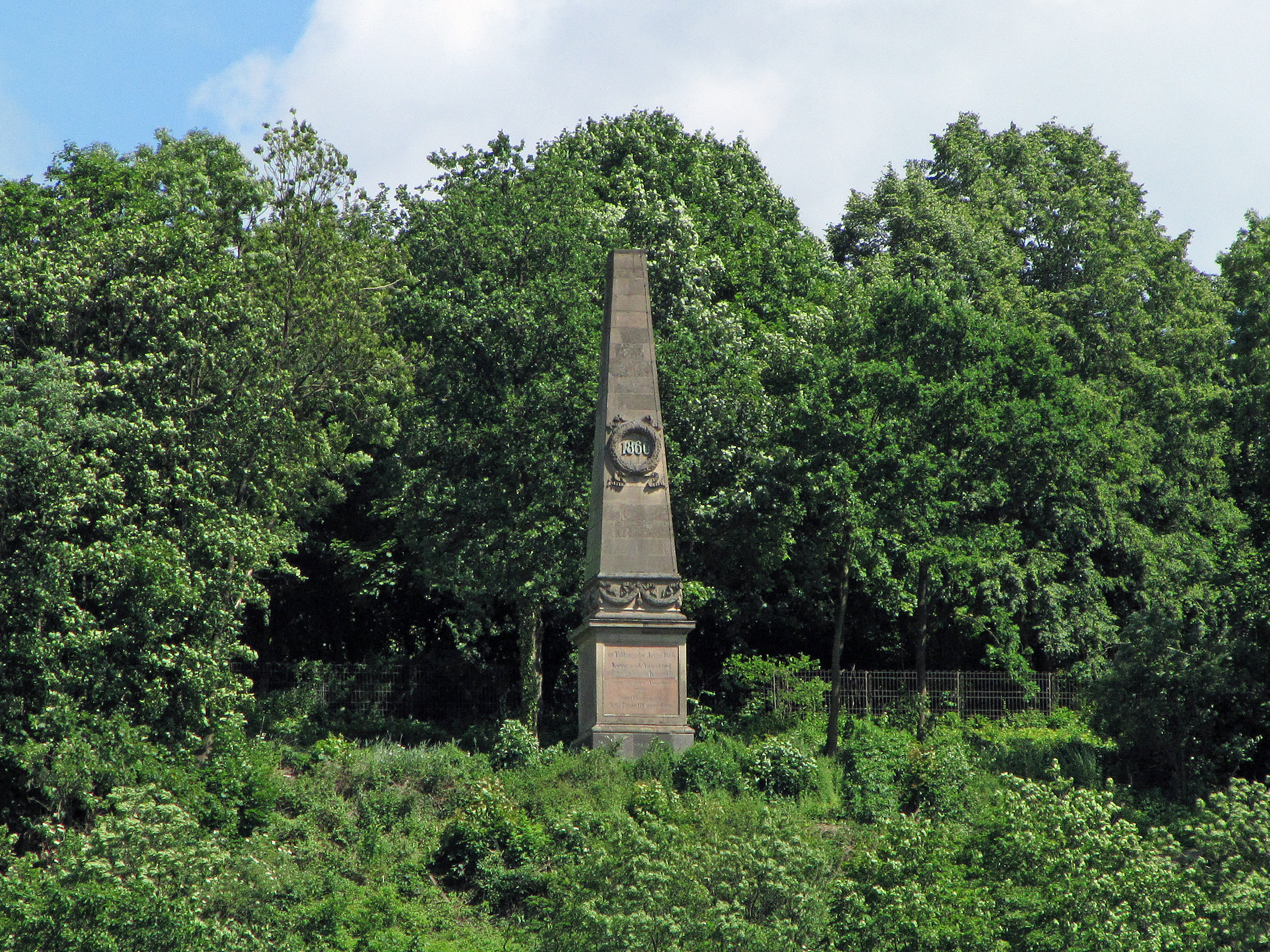
Le à Coblence, offert par des officiers du corps d'armée

Le corps est créé le 3 avril 1820 à partir du commandement général existant déjà auparavant dans le Grand-Duché du Bas-Rhin et du commandement général suivant sur le Rhin. Le commandement général se trouve à Coblence jusqu'à sa dissolution en 1919 et dépend de la 5e inspection de l'armée (de) jusqu'au début de la Première Guerre mondiale.

### Guerre austro-prussienne
Le 29 juin 1865, le general der Infanterie Eberhard Herwarth von Bittenfeld reçoit le commandement général du 8e corps d'armée (rhénan) (15e et 16e divisions) qui, avec la 14e division, forme l'armée de l'Elbe pendant la guerre austro-prussienne de 1866. Les troupes subordonnées occupent Dresde, rejettent l'ennemi sur l'armée principale autrichienne les 27 et 28 juin 1866 lors des batailles de Hühnerwasser et de Münchengrätz, et battent l'aile gauche des Autrichiens et des Saxons le 3 juillet à Königgrätz en prenant d'assaut les villages de Problus et Prim.

### Guerre franco-allemande

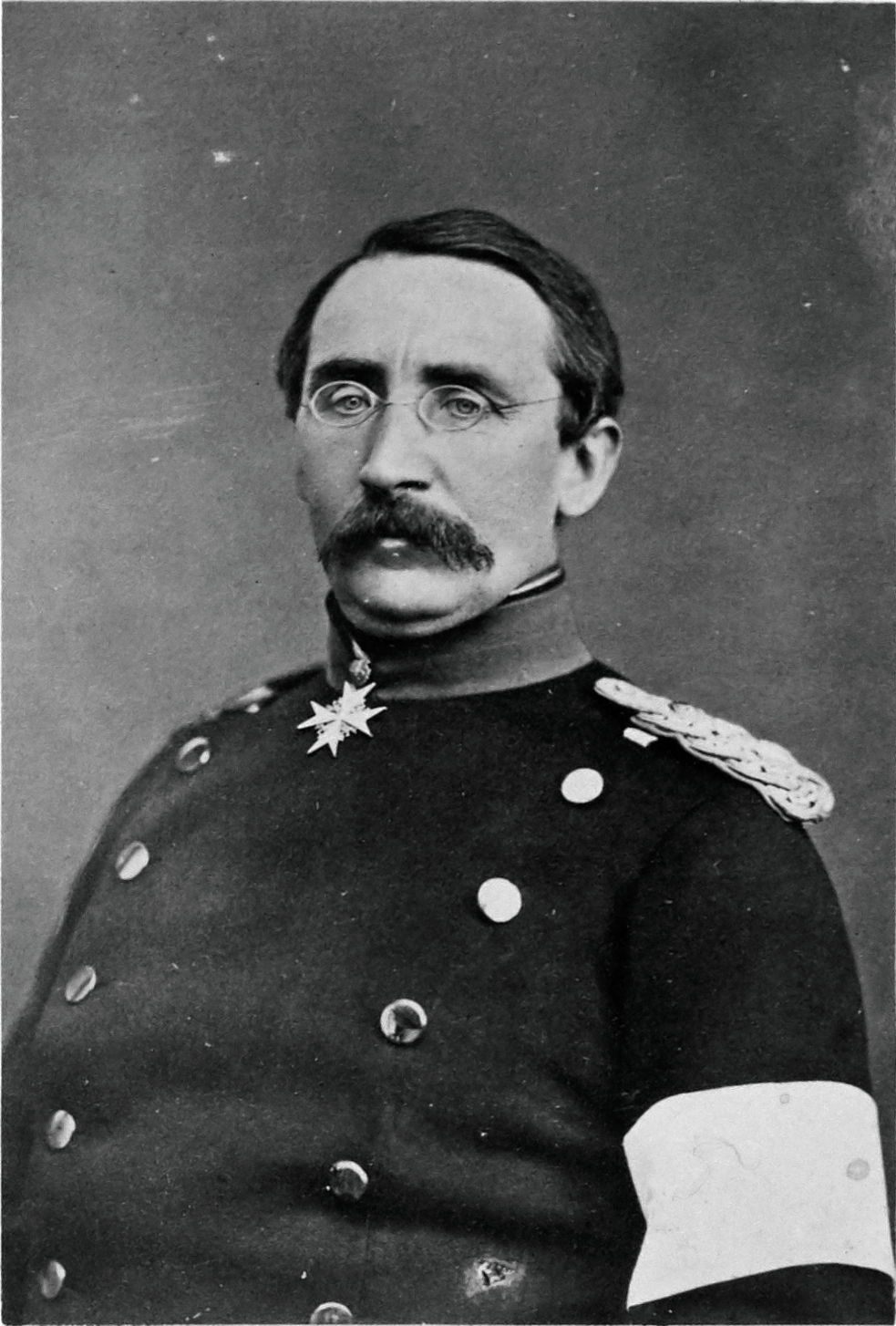
Général August von Goeben

Pendant la guerre franco-allemande de 1870/1871, le corps est placé sous les ordres du général commandant von Goeben dans la formation de la 1re armée sous le commandement du général d'infanterie von Steinmetz. La 15e division sous les ordres du lieutenant général von Weltzien et la 16e division sous le lieutenant général von Barnekow sont subordonnées à la grande unité. Le déploiement sur la ligne de la Sarre se déroule jusqu'au 2 août dans la région des deux côtés de Sarrelouis. Dès le 2 août, des parties de la 16e division sont entrées en contact avec des éléments du 2e corps français (Frossard) lors de la rencontre près de Sarrebruck et doivent se replier. Après que Frossard se soit lui-même replié sur Forbach le 5 août, le 7e corps lui emboîte le pas.
La bataille de Spicheren, le 6 août 1870, est le premier combat d'envergure, dans lequel la division Barnekow du 8e corps intervient également. Lors de la poursuite de la progression vers la forteresse de Metz, le corps reçoit l'ordre, le 13 août, de s'arrêter pour l'instant à la Nied afin d'attendre l'arrivée de l'aile droite (9e corps d'armée) de la 2e armée qui progresse vers le sud. Pendant que le 7e corps est engagé dans une sérieuse bataille le lendemain entre Colombey et Nouilly, le 8e corps tente de sécuriser la rive droite de la Moselle abandonnée par les Français en poursuivant sa progression vers l'ouest. Le 16 août, le 8e corps est dans la région d'Arry, le 7e atteint la Seille à peu près à Sillegny, tandis qu'à gauche le 1er corps d'armée prussien reste sur la Nied.
Lors de la bataille de Mars-la-Tour, la 16e division arrive sur le champ de bataille en fin d'après-midi et s'engage immédiatement dans les combats. Le 18 août, les 1re et 2e armées réunies réussissent à battre l'armée française du Rhin du maréchal Bazaine à Gravelotte. Le 8e corps attaque par Rezonville contre Gravelotte, le 7e corps sécurise le Bois de Vaux jusqu'à la Moselle, tandis que la masse de la 2e armée allemande commence à encercler l'aile nord des Français au nord de Saint-Privat. La 15e division se bat pour la possession du bord est de la vallée de la Mance, derrière elle, la 16e division se tient initialement en réserve, mais doit se porter au secours de la division Weltzien, qui lutte avec acharnement, dans la bataille pour le bail de Saint-Hubert. En fin d'après-midi, le 2e corps d'armée, qui arrive à Rezonville, doit lui aussi se battre. En début de soirée, il tente de s'emparer des hauteurs de la Pointe du Joux. Pour le 8e corps, après le retrait de l'aile droite française devant Saint-Privat, se dessine déjà la future mission de bloquer les Français à l'ouest de la forteresse entre Chasel et Sainte-Ruffine.
Après la capitulation de Metz en octobre 1870, la 1re armée (8e et une partie du 1er corps) devenue libre est transférée sur la Somme sous le commandement du général Edwin von Manteuffel pour assurer le siège de Paris contre l'Armée française du Nord. À partir du 24 novembre 1870, de sérieux combats ont lieu dans la Somme entre les unités allemandes et les unités françaises nouvellement constituées. Après plusieurs petites réunions d'unités de reconnaissance, la véritable bataille d'Amiens (1870) débute le 27 novembre près de la localité de Villers-Bretonneux. Le 8e corps d'armée est aux prises avec l'Armée du Nord française commandée par Jean-Joseph Farre. Au total, les Français disposent de 17 500 de troupes régulières et d'environ 8 000 de gardes mobiles. Les Allemands sont un peu plus nombreux mais réussissent à repousser les Français. Une victoire décisive ne peut cependant pas être remportée, car les Français, à l'exception de la garnison de la forteresse d'Amiens, se sont repliés très tôt derrière la protection d'Arras. Le 30 novembre, le 8e corps occupe pour la première fois la ville d'Amiens. Après que la 1re armée traverse toute la Normandie, des rassemblements de troupes françaises plus importants se produisent à nouveau dans l'arrière-pays. En conséquence, la 15e division se dirige vers Montdidier via Breteuil et occupe à nouveau Amiens. Le corps d'armée est ensuite engagé dans la bataille de l'Hallue les 23 et 24 décembre 1870, la 15e division (désormais sous les ordres du général Ferdinand von Kummer) se heurte à Allonville et la 16e division attaque Béthencourt via Villers-Bocage. Le 25 décembre, après que Faidherbe rompt les combats et recule, la division Barnekow et la 3e division de réserve assiègent la forteresse de Péronne.
D'autres combats avec le 23e corps français sous le général Paulze d'Ivoy suivent pour le corps le 3 janvier 1871 à la bataille de Bapaume. Le 19 janvier, l'armée française du Nord est à nouveau contrainte de battre en retraite lors de la bataille de Saint-Quentin (1871). Le 28 janvier, l'armistice de Versailles met fin aux hostilités. Jusqu'au 29 janvier, le 8e corps est avancé avec la 16e division jusqu'à Bray-sur-Somme, derrière lui la 3e division de réserve jusqu'à Chaulnes et la 15e division jusqu'à Acheux-Villers-Bocage.
En 1893, l'administration militaire prussienne planifie l'aménagement du terrain d'entraînement militaire d'Elsenborn dans les landes et les terres incultes au nord de la localité d'Elsenborn (Hautes Fagnes). Au printemps 1895, les travaux de construction d'un camp militaire d'environ 44 km² pour le 8e corps rhénan commencent. Grâce à ce camp, la gare de Sourbrodt, située sur la ligne de chemin de fer des Fagnes, prend une importance particulière. Elle devient une gare de chargement pour les unités qui s'entraînent sur le terrain.

### Première Guerre mondiale

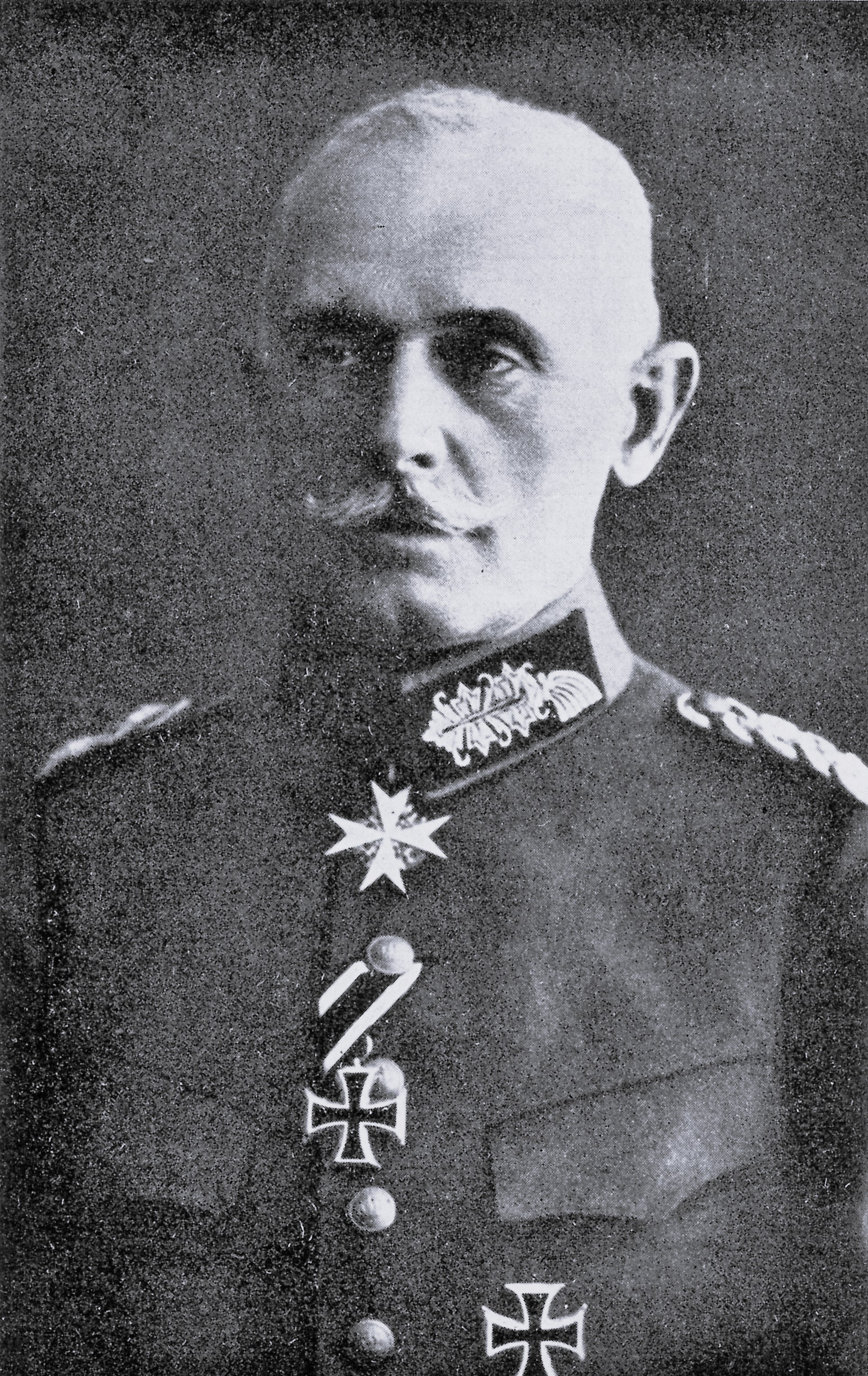
General der Infanterie Julius Riemann

Au début de la Première Guerre mondiale, le 8e corps sous le commandement du général d'infanterie Tülff von Tschepe und Weidenbach est engagé sur le front ouest dans le cadre de la 4e armée. La masse de cette armée rencontre les Français le 22 août 1914 entre Graide et Neufchâteau. Le 23 août, le corps d'armée se lance dans une opération d'encerclement via Gedinne et parvient à Houdremont. La suite de la progression amène la 16e division engagée à droite et la 15e division avançant à gauche vers l'ouest presque sans combat via Saint-Hubert en direction de Châlons-sur-Marne. Pendant la bataille de la Marne, le corps d'armée se trouve aux prises avec le 12e corps français des deux côtés de Vitry-le-François et doit se replier sur la nouvelle ligne de front Souain-Perthes via Suippes les 9 et 10 septembre. Le 5 octobre 1914, le général Julius Riemann est nommé général commandant, le corps dépend désormais de la 3e armée en Champagne. En décembre 1914, le corps combat à Perthes et Massiges dans les premières batailles défensives contre la 4e armée française (Langle d'Cary) et de février à mars 1915 dans la bataille de Champagne. Le corps se trouve alors au nord de Souain jusqu'à Perthes dans le secteur principal de l'attaque française et couvre la route de Souain à Somme Py.
À partir du 13 mai 1915, le corps relève la 5e division de réserve bavaroise pendant la bataille de Lorette et prend en charge la défense du secteur Carency - Ecurie - Neuville avec les 16e, 58e et 15e divisions d'infanterie qui lui a été attribuées. Après la relève par le 6e corps en Artois, le 8e corps se trouve dans une position de combat. À partir de l'automne 1915, le 8e corps d'armée est transféré sur la section de l'Aisne dans la région de Soissons.
Entre décembre 1916 et mars 1917, le corps d'armée se trouve sur le front de l'Est sous les ordres du nouveau commandant, le général Karl Dieffenbach, et combatte au sein du groupe d'armées von Linsingen sur le Stochod en Volhynie. Le 11 mai 1917, le général Roderich von Schoeler est chargé du commandement du 8e corps d'armée. Il est chargé de diriger le 19e corps d'armée. En septembre 1917, le 8e corps rejoint le détachement d'armée B où il se voit attribuer une section à la frontière suisse.
Au printemps 1918, le groupe Schoeler est engagé à l'aile droite de la 7e armée pendant l'offensive du printemps pour mener l'« attaque de l'Archange ». Il entre en action le 7 avril à Chauny, s'empare de la ville, force le passage de l'Oise et prend d'assaut les hauteurs d'Amigny. Les jours suivants, le corps combat dans le taillis de Coucy avec le 8e corps de réserve (groupe Wichura) qui attaque vers l'ouest par l'Ailette. Après la prise de Coucy-le-Château, l'ennemi est poursuivi jusqu'au canal de l'Oise à l'Aisne, où l'attaque est arrêtée. Du 9 au 13 juin 1918, le corps d'armée combat en tant qu'aile gauche de la 18e armée lors de « l'attaque Gneisenau » dans la région de Noyon. Le premier jour de combat, l'ennemi peut être repoussé de 7 km vers le sud et le 10 juin, les troupes conquièrent Marquéglise. Au cours des combats, elles progressent vers le sud-est le long du Matz, menaçant ainsi le flanc gauche des troupes françaises qui se trouvent sur les hauteurs de Lassigny. Les troupes de Schoeler ne peuvent cependant pas aller plus loin que l'Aronde, car de fortes contre-attaques françaises ont déjà commencé. Le 15 juillet, lors de la dernière offensive allemande (Marneschutz-Reims), les 87e et 201e divisions d'infanterie affectées au commandement du « groupe Schoeler » couvrent à Étrépilly l'aile droite du « groupe Wichura » (8e corps de réserve) qui a traversé la Marne. En septembre 1918, le corps se trouve dans la bataille défensive entre l'Oise et l'Aisne, à la jonction de la 7e et de la 1re armée. Pendant l'offensive des Cent-Jours, le corps participe à la bataille défensive entre Cambrai et Saint-Quentin. Fin octobre 1918, les 24e, 197e, 201e et 223e divisions d'infanterie sont sous les ordres du commandement général.

## Structure
Le corps était subordonné au dernier état de paix en 1914 :
- 15e division d'infanterie à Cologne
- 16e division d'infanterie à Trèves
- 2e division de mitrailleuses à Trèves
- 2e groupe de mitrailleuses de forteresse à Cologne
- 9e régiment d'artillerie à pied (de) à Ehrenbreitstein et Cologne
- Commandement du génie du 8e corps d'armée
  - 8e bataillon du génie (1er bataillon du génie rhénan) (de) à Ehrenbreitstein
  - 30e bataillon du génie (3e bataillon rhénan) à Ehrenbreitstein
- 3e bataillon de télégraphie à Coblence et Darmstadt
- 6e compagnie de téléphone de forteresse à Cologne
- 3e bataillon de dirigeables à Cologne, Düsseldorf et provisoirement à Metz
- 3e bataillon d'aviation à Cologne, Hanovre et Darmstadt
- 1re division de train (8e division rhénane), provisoirement à Ehrenbreitstein

## Général commandant
Le commandement général, en tant qu'autorité de commandement du corps d'armée, était placé sous la direction du général commandant.
| Grade                                  | Nom                                    | Date                               |
| -------------------------------------- | -------------------------------------- | ---------------------------------- |
| General der Infanterie                 | August Neidhardt von Gneisenau         | 21 juin 1815 - 19 mai 1816         |
| Generalleutnant                        | Karl Georg Albrecht Ernst von Hake     | 20 mai 1816 - 2 avril 1820         |
| General der Kavallerie                 | Johann Adolf von Thielmann             | 3 avril 1820 - 17 juin 1825        |
| General der Kavallerie                 | Ludwig von Borstell                    | 18 juin 1825 - 8 mai 1840          |
| Generalleutnant/General der Infanterie | Adolf Eduard von Thile                 | 9 mai 1840 - 4 mai 1848            |
| General der Kavallerie                 | Frédéric-Guillaume de Brandebourg      | 5 mai 1848 - 14 mai 1849           |
| General der Infanterie                 | Moritz von Hirschfeld                  | 15 mai 1849 - 13 octobre 1859      |
| Generalleutnant                        | Gustav von Arnim                       | 19 octobre - 27 novembre 1859      |
| General der Infanterie                 | Eduard von Bonin                       | 27 novembre 1859 - 13 mars 1865    |
| General der Infanterie                 | Karl Eberhard Herwarth von Bittenfeld  | 29 juin 1865 - 17 juillet 1870     |
| General der Infanterie                 | August Karl von Goeben                 | 18 juillet 1870 - 10 décembre 1880 |
| Generalleutnant/General der Infanterie | Hugo von Thile                         | 11 décembre 1880 - 11 janvier 1884 |
| Generalleutnant                        | Walter von Loë                         | 12 janvier - 21 avril 1884         |
| Generalleutnant/General der Kavallerie | Walter von Loë                         | 22 avril 1884 - 26 janvier 1895    |
| General der Kavallerie                 | Adolf von Bülow                        | 27 janvier 1895 - 1er janvier 1896 |
| General der Infanterie                 | Maximilian Vogel von Falckenstein      | 2 janvier 1896 - 26 janvier 1897   |
| General der Infanterie                 | Frédéric II de Bade                    | 27 janvier 1897 - 17 octobre 1902  |
| General der Kavallerie                 | Adolf von Deines                       | 18 octobre 1902 - 1er octobre 1906 |
| General der Infanterie                 | Paul von Ploetz                        | 2 octobre 1906 - 24 juin 1913      |
| Generalleutnant/General der Infanterie | Erich Tülff von Tschepe und Weidenbach | 25 juin 1913 - 4 octobre 1914      |
| General der Infanterie                 | Julius Riemann                         | 5 octobre 1914 - 17 décembre 1916  |
| Generalleutnant                        | Karl Dieffenbach                       | 18 décembre 1916 - 11 mars 1917    |
| General der Infanterie                 | Otto von Plüskow                       | 12 mars - 10 mai 1917              |
| Generalleutnant                        | Roderich von Schoeler                  | 11 mai 1917 - 6 août 1919          |